# 293-й пушечный артиллерийский полк
293-й пушечный артиллерийский полк резерва Главного командования (войсковая часть № 2371) — воинская часть Вооружённых Сил СССР в Великой Отечественной войне.

## История
Сформирован на основании директивы НКО СССР № Орг/1/106611 от 4 ноября 1940 года по штату № 8/2 численностью 1530 человек в Западном особом военном округе. В действующей армии во время ВОВ с 22 июня по 24 декабря 1941 года.
Перед войной дислоцировался в Подсвилье и в местечке Лужки в 20 километрах от Подсвилья (Глубокский район Витебской области). В начале мая 1941 года был направлен на полигон и на 22 июня 1941 года находился в деревне Дретунь (ныне Малоситнянский сельсовет Полоцкой области), где подвергся авианалёту. 23 июня 1941 года из лагеря двинулся на Витебск. 30 июня 1941 года 293-й пушечный артиллерийский полк и 35-й гаубичный артиллерийский полк 17-й стрелковой дивизии были подчинёны командованию 22-й армии. Однако полк не имел связи с вышестоящим командованием, в первые дни июля 1941 года полк вышел в полосу 153-й стрелковой дивизии, командир дивизии подчинил полк себе и орудия заняли оборону на подступах к Витебску.

Сорок восемь пушек взяли на стрельбища с собой из части. И только по три снаряда на каждую гаубицу. Отстрелялись и хотели выдвигаться в расположение части, но куда там: пришло известие, что там уже фашист вовсю хозяйничает. А у нас — ни одного снаряда! Вот мы с нашими пушками и потопали на восток. Прицепили их к тракторам и... отступали, значит. Мы шли своей дорогой на восток, а немец — своей: кругом его танки маячили. Это надо: ни одного выстрела не могли по ним сделать, без снарядов-то какие из нас вояки. Так до Днепра и добрались. Переправились на наш берег, пушки рассредоточили, а стрелять — нечем. Ругался комполка Никитин, но держался при солдатах: а он побольше нашего знал.— http://klub-mastera.narod.ru/index/0-42  Иван Андреевич Тащилкин
С 5 июля 1941 года вступил в бои на шоссе Бешенковичи — Витебск. 9 июля 1941 года дивизия вместе с полком были обойдены с северо-запада, и полк, снявшись с позиций, перебазировался в районе юго-восточнее Витебска. 11 июля 1941 года полк огневым налётом разгромил колонну моторизованной пехоты противника. 13 июля 1941 года полк, соединившись с основными силами 153-й стрелковой дивизии, занял новые позиции по восточному берегу Лучесы и вёл обстрел дороги Орша — Витебск. К тому времени полк оказался в новом окружении и вёл бои, находясь в кольце. 16 июля 1941 года было принято решение прорываться через окружение. Но до выхода из окружения, в ночь на 18 июля 1941 года, 12 орудий полка, скрытно перебазировавшись, совершили огневой налёт на аэродром противника, нанеся тому большой урон. От 12 орудий, участвовавших в налёте, после атаки поднятой утром авиации, уцелело лишь пять. Группа потеряла связь со своими, на следующий день нанесла удар по танковой колонне противника, и потеряв орудия, в дальнейшем примкнула к партизанам. Остатки полка, не участвовавшие в налёте, выходили из окружения в составе 153-й стрелковой дивизии и к концу июля 1941 года вышли в районе Смоленска.
По-видимому сохранил какую-то часть орудий (или же был доукомплектован после выхода из окружения) и занял позиции у Вязьмы. Последние сведения о полке датируются 14 октября 1941 года, когда полку вместе с 214-й стрелковой дивизией и 101-й мотострелковой дивизией, уже находившимся в Вяземском котле окружения, был поставлен приказ прикрывать в районе Исаково выход войск 19-й армии. Полк следует считать погибшим в районе Вязьмы.
Официально расформирован и исключён из списков армии 24 декабря 1941 года

## Подчинение
| Дата            | Фронт (округ)  | Армия      | Корпус | Дивизия | Примечания                      |
| --------------- | -------------- | ---------- | ------ | ------- | ------------------------------- |
| 22.06.1941 года | Западный фронт | -          | -      | -       | -                               |
| 01.07.1941 года | Западный фронт | -          | -      | -       | -                               |
| 10.07.1941 года | Западный фронт | -          | -      | -       | -                               |
| 01.08.1941 года | Западный фронт | 20-я армия | -      | -       | -                               |
| 01.09.1941 года | Западный фронт | -          | -      | -       | -                               |
| 01.10.1941 года | -              | -          | -      | -       | не значится в Боевом составе СА |
| 01.11.1941 года | -              | -          | -      | -       | не значится в Боевом составе СА |
| 01.12.1941 года | -              | -          | -      | -       | не значится в Боевом составе СА |

## Командиры
- Е. И. Никитин, майор